# Madonnaland
Madonnaland: And Other Detours in Fame and Fandom é um livro de não ficção da ensaísta e musicista norte-americana Alina Simone. Além de ser uma biografia da cantora Madonna, a obra traz uma análise da música e da cultura pop sob o olhar da autora. Publicado em 3 de março de 2016 pela University of Texas Press, o livro recebeu críticas positivas, destacando sua escrita envolvente e a escolha ousada do tema. A revista Rolling Stone o incluiu entre os 10 melhores livros sobre música de 2016.
Madonnaland é dividido em seis capítulos e acompanha Alina Simone em sua visita a Bay City, Michigan, cidade natal de Madonna, onde conversa com moradores sobre a cantora. Além de analisar a carreira e a fama de Madonna, o livro explora a trajetória musical da própria autora e bandas locais da região. Simone inicialmente foi contratada para escrever uma biografia da artista, mas, diante da grande quantidade de material já existente, percebeu que não teria nada novo a acrescentar. Assim, Madonnaland se tornou uma reflexão sobre seu próprio fracasso em criar a biografia, o reconhecimento inexistente de Madonna em sua cidade natal e temas como cultura pop, bandas desconhecidas e a vida das celebridades.

## Conteúdo
O livro é dividido em seis capítulos. No início, Alina Simone explora Bay City, Michigan, questionando a ausência de homenagens a Madonna, sua filha ilustre. A partir dessa reflexão, sua pesquisa se aprofunda na cultura da cidade. No capítulo seguinte, ela analisa a música dos anos 1980, destacando a ascensão de Madonna impulsionada pelos álbuns Like a Virgin (1984) e True Blue (1986). Simone questiona o legado de Madonna e o destino de sua fortuna após sua morte, destacando a falta de reconhecimento na cidade natal da cantora. A autora também analisa a evolução da cultura pop e o cenário musical de Bay City. No último capítulo, Flying Wedge, explora o hard rock e o punk rock, abordando bandas de sucesso único, como Question Mark and the Mysterians e Flying Wedge, que desapareceram após breves momentos de destaque. O livro se encerra com uma reflexão otimista: independentemente do reconhecimento em Bay City, a música de Madonna permanecerá. Os capítulos finais incluem um epílogo sobre o processo de escrita e uma seção de agradecimento.

## Desenvolvimento

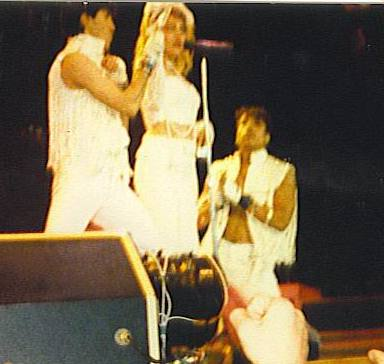
Madonna se apresentando durante a The Virgin Tour, em 1985.

Simone ficou animada ao receber a tarefa de escrever um livro sobre Madonna, pois admirava sua música e determinação. Ela recordou os desafios iniciais da cantora em Nova Iorque e como, com inteligência estratégica e talento musical, Madonna conquistou seu espaço e construiu uma carreira de sucesso.
Logo, Simone percebeu que escrever sobre Madonna seria um desafio maior do que imaginava. Com tanto material já existente sobre a cantora, ela tentava encontrar algo novo a acrescentar. Seu desejo era "descobrir um detalhe inexplorado, uma pequena peça ainda oculta no vasto cenário dos estudos sobre Madonna". Sem conseguir escrever a biografia, Simone decidiu seguir uma direção diferente com o material. Escritora e musicista, ela escolheu focar-se em sua própria carreira musical, que considerava um "fracasso". Revelou ainda sua afinidade com artistas menos reconhecidos — uma visão oposta à filosofia do sucesso de Madonna.
Ao dedicar-se ao livro, Simone não conseguiu finalizar seu álbum nem criar novas canções, pois não tinha os mesmos recursos de Madonna. Considerando isso "deprimente", confessou que o processo de escrita quase a levou à loucura. Simone viajou para Bay City, Michigan, cidade natal de Madonna, onde entrevistou moradores e explorou o antigo debate sobre como homenagear a cantora. Descobriu que Madonna nunca recebeu reconhecimento do prefeito local. Ao documentar essas histórias, Simone também refletiu sobre sua própria trajetória como uma musicista de rock independente. O livro, intitulado Madonnaland: And Other Detours in Fame and Fandom, foi publicado nos Estados Unidos em 1º de março de 2016 pela University of Texas Press.

## Recepção crítica

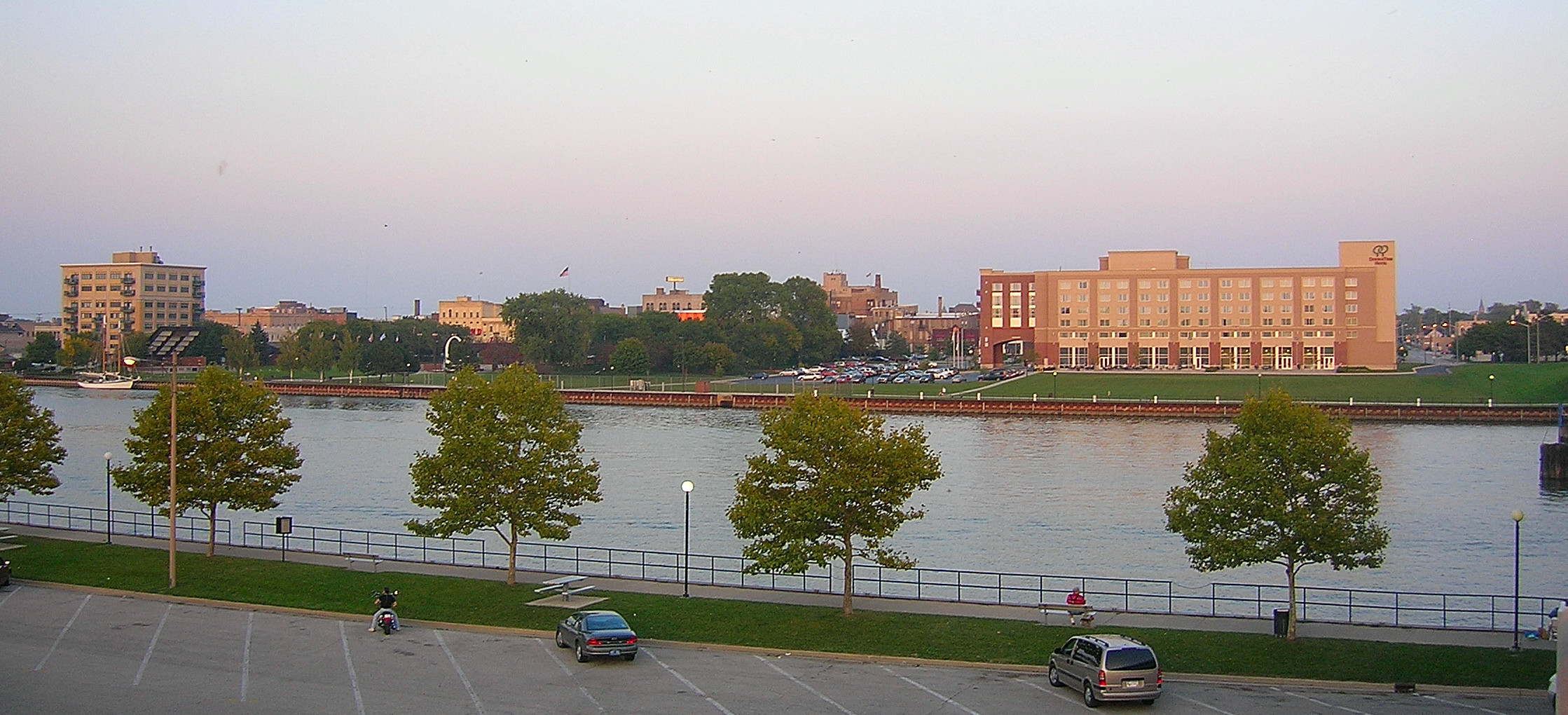
Bay City, Michigan, cidade natal de Madonna e o ponto central da narrativa.

Após seu lançamento, Madonnaland recebeu críticas amplamente positivas. A revista Rolling Stone o incluiu entre os 10 melhores livros sobre música de 2016. O crítico Jason Diamond destacou sua abordagem única, considerando-o uma visão mais completa e intrigante sobre Madonna. Ele também elogiou a maneira fascinante como o livro explora figuras do passado de Bay City ligadas à cantora e a transição de Simone para a música independente. Jennifer Levin, do The Santa Fe New Mexican, elogiou a "inteligência e graça" de Simone ao abordar o relacionamento conturbado de Bay City com Madonna e suas implicações políticas. Segundo Levin, a narrativa encontrou seu ponto central no último capítulo, quando Simone escreveu sobre Flying Wedge. Megan Volpert, escrevendo para PopMatters, atribuiu ao livro 7 de 10 estrelas, descrevendo-o como "excelente" e uma contribuição valiosa para a crítica cultural moderna. Ela elogiou a escrita de Simone e sua escolha ousada de um tema incomum. Volpert destacou que o mundo não precisava de mais uma biografia parcial sobre Madonna, mas sim da reflexão honesta de Simone sobre seus fracassos musicais e jornalísticos e sobre os desvios provocados pela fama e pelo fandom.
Dmitry Samarov, do Chicago Reader, destacou o contraste entre a ascensão de Madonna e a trajetória de Simone no rock independente. Para ele, o trecho mais impactante do livro foi quando Simone percebeu que a música da cantora era valorizada simplesmente porque fazia as pessoas felizes. Apesar de seu pouco interesse na carreira de Madonna, Samarov apreciou o fato de Madonnaland abordar tanto o sucesso quanto o fracasso de uma artista. A National Public Radio incluiu Madonnaland entre os melhores livros de 2016. O crítico Michael Schaub elogiou a abordagem bem-humorada de Simone, destacando sua escrita como perceptiva e compassiva. Michael Schaub também escreveu sobre Madonnaland para o Men's Journal, onde discutiu a perspectiva de Simone sobre o fandom da música pop e como essa abordagem foi integrada ao livro. Craig Marks, da Kirkus Reviews, elogiou as passagens do livro em que Simone abordou sua antiga profissão como dançarina, considerando-as "impressionantes". Ele também classificou Madonnaland como uma "análise provocativa".